# Beals Wright
Beals Coleman Wright  (Boston, 19 december 1879 – Alton (Illinois), 23 augustus 1961) was een tennisspeler uit de Verenigde Staten. Wright won in 1905 het enkelspel in de US Championships. In 1907 was hij verliezend finalist in de finale van herendubbelspel in Wimbledon. In 1910 verloor Wright de finale van het reguliere toernooi van Wimbledon, als hij die wedstrijd had gewonnen had hij het recht om de titelverdediger Anthony Wilding uit te dagen. In 1904 won hij olympisch goud in het enkelspel. Daarnaast was hij drievoudig winnaar van de Canadese tenniskampioenschappen.